# 22022 Gould
22022 Gould è un asteroide della fascia principale. Scoperto nel 1999, presenta un'orbita caratterizzata da un semiasse maggiore pari a 2,2708664 au e da un'eccentricità di 0,1231998, inclinata di 5,13064° rispetto all'eclittica.